# Xã Cypress Ridge, Quận Monroe, Arkansas
Xã Cypress Ridge (tiếng Anh: Cypress Ridge Township) là một xã thuộc quận Monroe, tiểu bang Arkansas, Hoa Kỳ. Năm 2010, dân số của xã này là 339 người.